# Mathematical Methods of Operations Research
Mathematical Methods of Operations Research is een internationaal, aan collegiale toetsing onderworpen wetenschappelijk tijdschrift op het gebied van de
toegepaste wiskunde en het operationeel onderzoek.
De naam wordt in literatuurverwijzingen meestal afgekort tot Math. Meth. Oper. Res.
Het tijdschrift wordt uitgegeven door Springer Science+Business Media namens de Gesellschaft für Operations Research en het Nederlands Genootschap voor Besliskunde. Er verschijnen 6 nummers per jaar.